# Julia Mage'au Gray
Pour les articles homonymes, voir Gray.
Julia Mageʼau Gray (née en 1973) est une danseuse, chorégraphe et tatoueuse de Papouasie-Nouvelle-Guinée, à qui on attribue la revitalisation des traditions de tatouage féminin dans les communautés de Papouasie-Nouvelle-Guinée et des Fidji.

## Biographie
Julia Mage'au Gray est née en 1973 dans la région de langue mékéo de la province centrale de Papouasie-Nouvelle-Guinée. Sa mère est papoue et son père australien.
En 1997 à Adélaïde, elle cofonde Sunameke, une compagnie de performances artistiques avec Yolanda Gray, Katrina Sonter et Samantha Sonter,. Son travail de danseuse et chorégraphe s'inspire de son héritage papouan-néo-guinéen. Elle est connue pour sa critique des tentatives « occidentales » d'utiliser un seul mot pour toutes les cultures du sud de l'océan Pacifique, citant la grande variété de langues parlées et la diversité des expériences vécues.
En 2014, elle se reconvertit en tatoueuse, s'appuyant sur l'intérêt qu'elle avait acquis pour le tatouage mélanésien dans son travail de chorégraphe et de cinéaste. Elle est encouragée à apprendre cet art après un voyage aux Samoa en 2012, lorsqu'elle rencontre l'artiste samoan Suluʻape Saʻa Alaivaʻa Petelo. Elle fait un apprentissage de six mois en Nouvelle-Zélande, où elle apprend le tatouage à la main et le tatouage à l'aiguille. Travaillant souvent avec des techniques de piquage à la main, elle a décrit le processus comme « étonnamment doux ».
En 2017, elle tatoue la marchande d'art Lana Lopesi (en) en direct, dans le cadre d'une performance qui fait partie de l'exposition Lain Blo Yu Mi – Our People Our Lines organisée à la galerie Vunilagi Vou,. L'exposition, dont Ema Tavola est la commissaire, rend hommage au rôle central que Mageʼau Gray a joué dans la revitalisation des tatouages des femmes mélanésiennes. La même année, Mageʼau Gray se rend en Espagne, où son travail est exposé dans le cadre du Festival du tatouage traditionnel et des cultures du monde,.

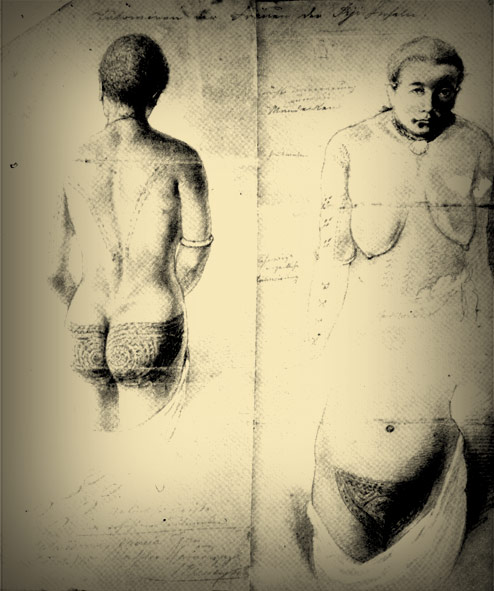
Veiqia (tatouage traditionnel féminin aux Fidji), dessins de Theodor Kleinschmidt. Ce n'est pas une œuvre de Julia Mage'au Gray.

Mageʼau Gray est connue pour son travail de tatouage de dessins fidjiens de veiqia, par exemple sur les artistes Dulcie Stewart et Luisa Tora, ainsi que sur d'autres membres du projet Veiqia,,. Elle est également la première personne depuis quatre-vingts ans à tatouer des motifs traditionnels dans la réfion de Mekeo, mis au rebut par l'activité colonisatrice des missionnaires. Grâce à son travail visant à faire revivre le tatouage féminin en Mélanésie, elle est présentée dans Crafting Aotearoa comme une artiste apportant des pratiques artistiques traditionnelles au public contemporain. Son œuvre audiovisuelle Best Foot Forward a été acquise par la Queensland Gallery of Modern Art.

## Filmographie
- Best Foot Forward (2011)[1]
- Tep Tok: Reading Between Our Lines (2013–15)[3],[8]

## Expositions et performances
- Lain Blo Yu Mi – Our People Our Lines (2017)[8]
- Wahine Toa (2017)[16]
- Melanesian Marks: IG (2019)[8]